# Kirr
La isla Kirr es una pequeña isla localizada en la cadena Bodden Darß-Zingster, al sur de la península de Zingst en la costa alemana del mar Báltico. Está separada de la península por el Zingster Strom. La isla es una reserva natural dentro de la  área del parque nacional de la Laguna de Pomerania Occidental.
Antiguamente era y es a veces todavía llamada Großer Kirr o Große Kirr ("Kirr Grande"). Esto es para distinguirla de la parte noroeste de la isla, que era todavía una isla separada aunque mucho menor en el Strom Zingster en la segunda mitad del siglo XX, que antes se llamaba Kleiner Kirr o Kleine Kirr ("Pequeña Kirr").